# Museo de Ciencias Naturales Arturo Illia
El Museo Provincial de Ciencias Naturales Presidente Doctor Arturo Illia es un museo de historia natural ubicado en el Parque Sarmiento en la ciudad de Córdoba, Argentina. Lleva su nombre en honor al expresidente argentino, Arturo Illia. Depende administrativamente del gobierno de la provincia de Córdoba.

## Historia
A lo largo de su historia funcionó en cuatro locaciones. El museo nació como una parte del Museo Politécnico, creado en 1887, por el reverendo Jerónimo Lavagna durante el gobierno de José Echenique. Ocupaba un edificio perteneciente al Banco Nación, que estaba ubicado en la calle 27 de Abril. 
Durante el gobierno de Deodoro Roca, se mudó al edificio donde funciona actualmente el Museo Histórico Provincial Marqués de Sobremonte. Es en ese momento cuando se separan las colecciones, creándose por un lado el Museo Histórico Colonial y por el otro, el de Ciencias Naturales. En 1919 se reorganizó en dos secciones, una la de Historia Colonial y Artística, y la otra de Historia Natural, que comprendía las ramas de Zoología, Botánica, Mineralogía, Geología, Antropología, Paleontología y Arqueología. Esta última se ubicó en el Cabildo de la Ciudad.

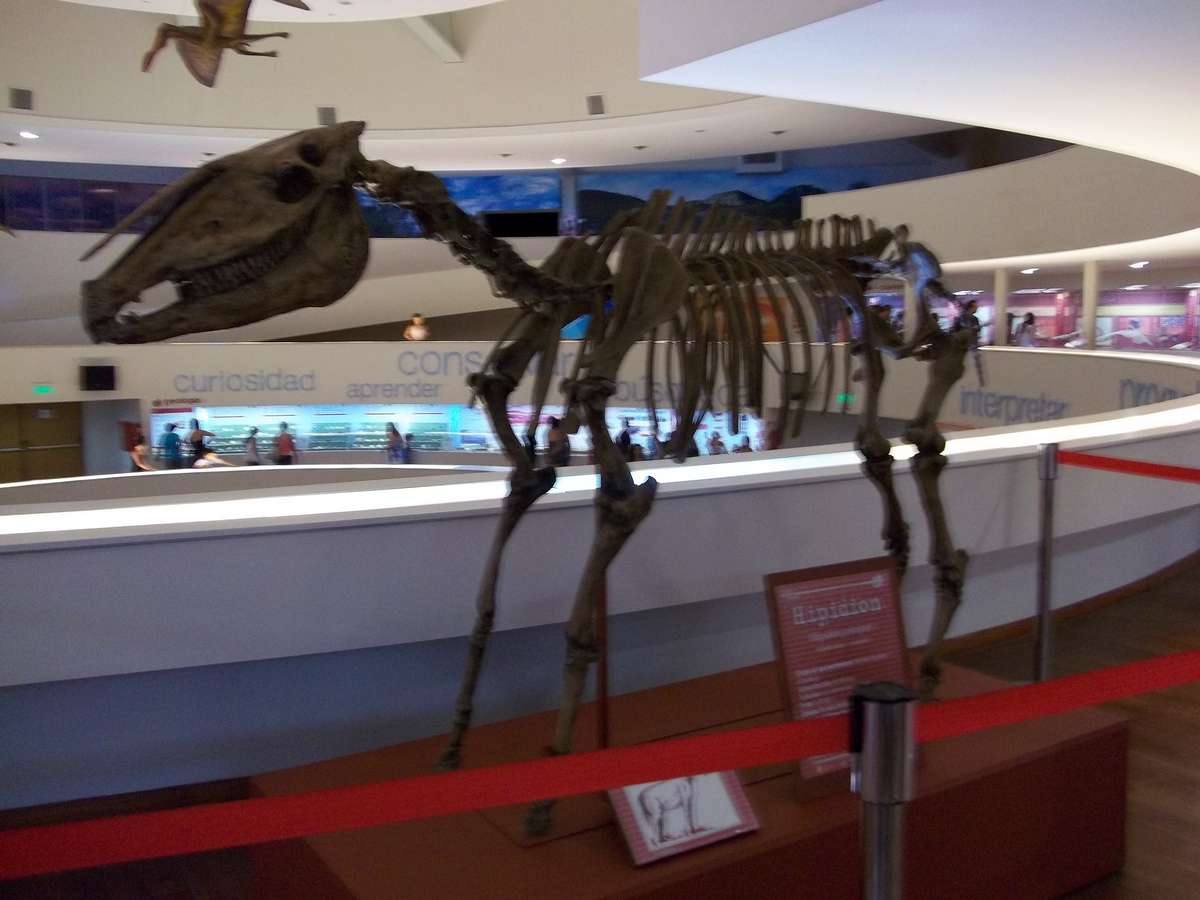
Uno de los fósiles prehistóricos expuestos en el museo.

En 1949, por problemas edilicios, parte de las colecciones fueron trasladadas al edificio del Ministerio de Obras Públicas y el resto, a la Academia de Bellas Artes emplazada en el actual Teatro San Martín. En 1955, se reconstruyó el museo, emplazado en la calle Corrientes 78, reabriendo sus puertas en 1958. 
En 1963 se mudó a Bv. Arturo Illia 66. A fines de 1972 el museo se trasladó nuevamente a la Av. Hipólito Irigoyen 115. Hacia 2004, por problemas edilicios, el museo cerró sus puertas. Luego de tres años de permanecer cerrado, sus colecciones se trasladaron al nuevo edificio, diseñado para ser usado como museo, contando con amplios y adecuados espacios para la investigación y conservación, además de modernas salas para la transferencia de conocimientos a la sociedad. 
Actualmente funciona en el edificio que antes ocupaba el Foro de la Democracia, que fue remodelado para ser utilizado como museo y reinaugurado en 2007.

## Exposición

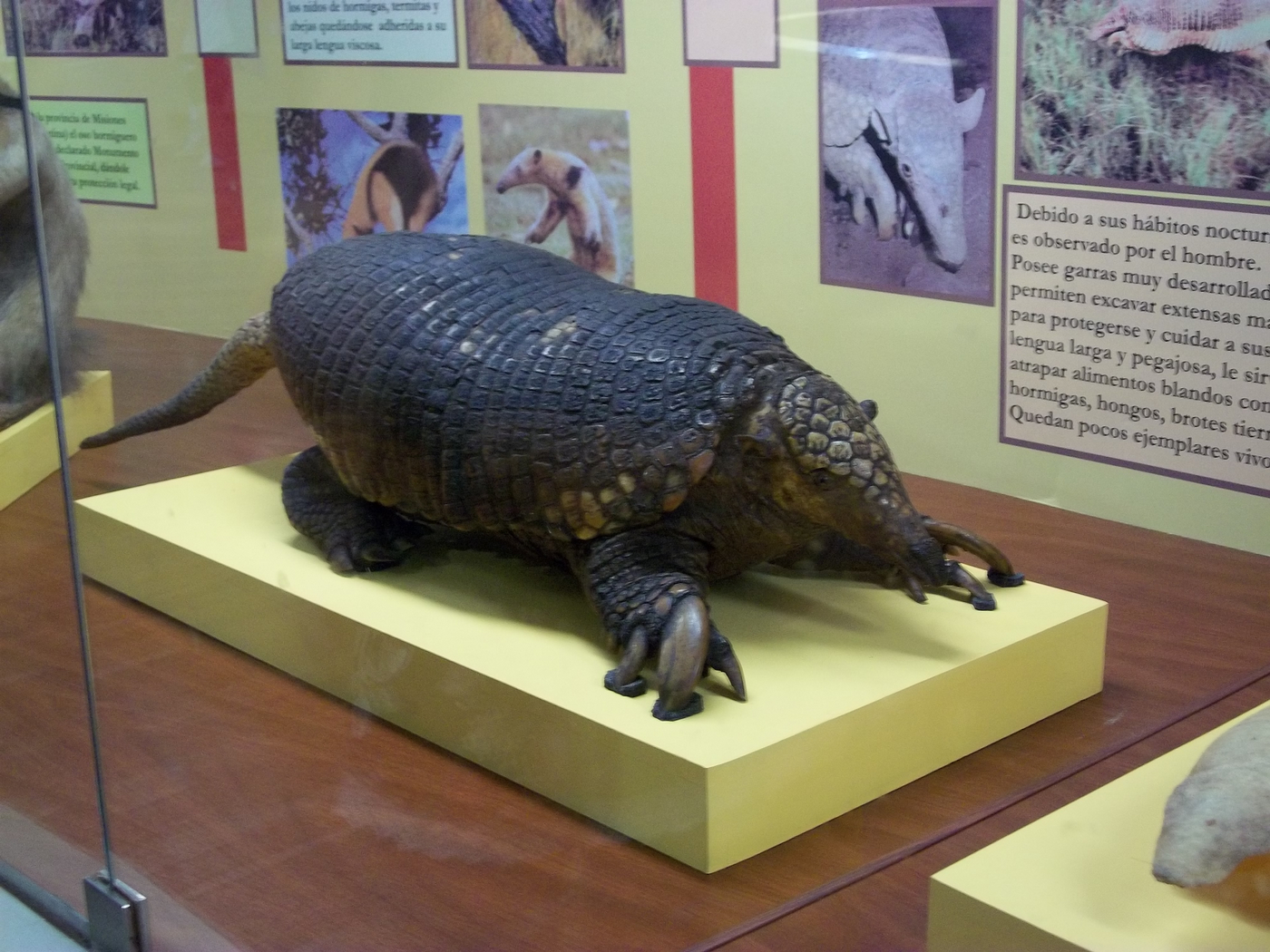
Uno de los animales embalsamados de la muestra.

Su diseño de vanguardia, con una estructura en espiral, permite recorrer los tres niveles de exposición, convirtiendo el recorrido en parte de la experiencia.
En la planta baja hay ejemplares de la Megafauna Sudamericana de la provincia de Córdoba extintos hace alrededor de 10 mil años, como el Glyptodonte, Megatherium, Smilodonte, Macrauquenia en réplicas de tamaño natural. 
En el primer nivel tiene una exposición del origen del universo con meteoritos rocas representativas de la corteza terrestre y la geología del territorio cordobés. 
En el segundo hay una muestra de paleontología, biología y de las áreas naturales de la provincia. 
En el tercer nivel hay un espacio de reflexión sobre la conservación del planeta con gigantografías de los ambientes naturales de la provincia y una reconstrucción de dos pterosaurios a tamaño natural. Además, en este nivel hay una sala de conferencias.